# Dryade
Dryader eller hamadryader er skovnymfer i den græske mytologi. Navnet kommer af det græske ord drys, der betyder træ. En dryade er knyttet til sit træ, og lever og dør med det. 
Der findes lignende væsner i andre mytologier, se eksempelvis myten om pilekonen.

## Forveksling
I B.S. Ingemanns digt Elskeren og Druiden Arkiveret 10. juli 2003 hos  Wayback Machine forveksles dryade med druide.